# Équitius (abbé)
Saint Équitius (italien : Sant'Equizio) est un abbé du VIe siècle né entre 480 et 490 dans la région de Valeria Suburbicaria (aujourd'hui L'Aquila - Rieti - Tivoli ). 
Grégoire le Grand dit de lui dans ses Dialogues que c'était un disciple de saint Benoît de Nursie et qu'il a œuvré à la propagation du monachisme en Italie et en Occident. Il indique aussi que, bien qu'il n'ait jamais été ordonné prêtre, sa réputation de grande sainteté lui a permis de rallier autour de lui un grand nombre de moines de la région de Valeria et que beaucoup d'entre eux ont accédé plus tard à de hautes fonctions au sein de l'Église. 
Le pape a dû ordonner une enquête sur Équitius lorsque des plaintes ont été déposées concernant sa réputation. Il a mandaté un prêtre nommé Julien pour mener l'enquête mais il a mis fin à la procédure après qu'il a eu une vision concernant le saint.
Équitius est mort dans son monastère de Saint-Laurent de Pizzoli. Les moines de sa congrégation on fini par être agrégés à l'ordre des bénédictins.